# Latrinas na cidade de Lisboa (relatório)
Relatório e bases para a organização de uma companhia encarregada do estabelecimento de latrinas inodoras na cidade de Lisboa é uma monografia publicada em 1855, da autoria da Câmara Municipal de Lisboa em conjunto com a Tipografia do Jornal do Comércio. Pertencente à rede de Bibliotecas municipais de Lisboa e é considerado uma "raridade bibliográfica".